# Yuscarán (El Paraíso)
Yuscarán est une municipalité du Honduras et le chef-lieu du département d'El Paraíso.

## Géographie
Yuscarán, malgré sa fonction de chef-lieu administratif de son département, est une petite ville, à l'aspect très rural, qui est située dans le sud du Honduras.

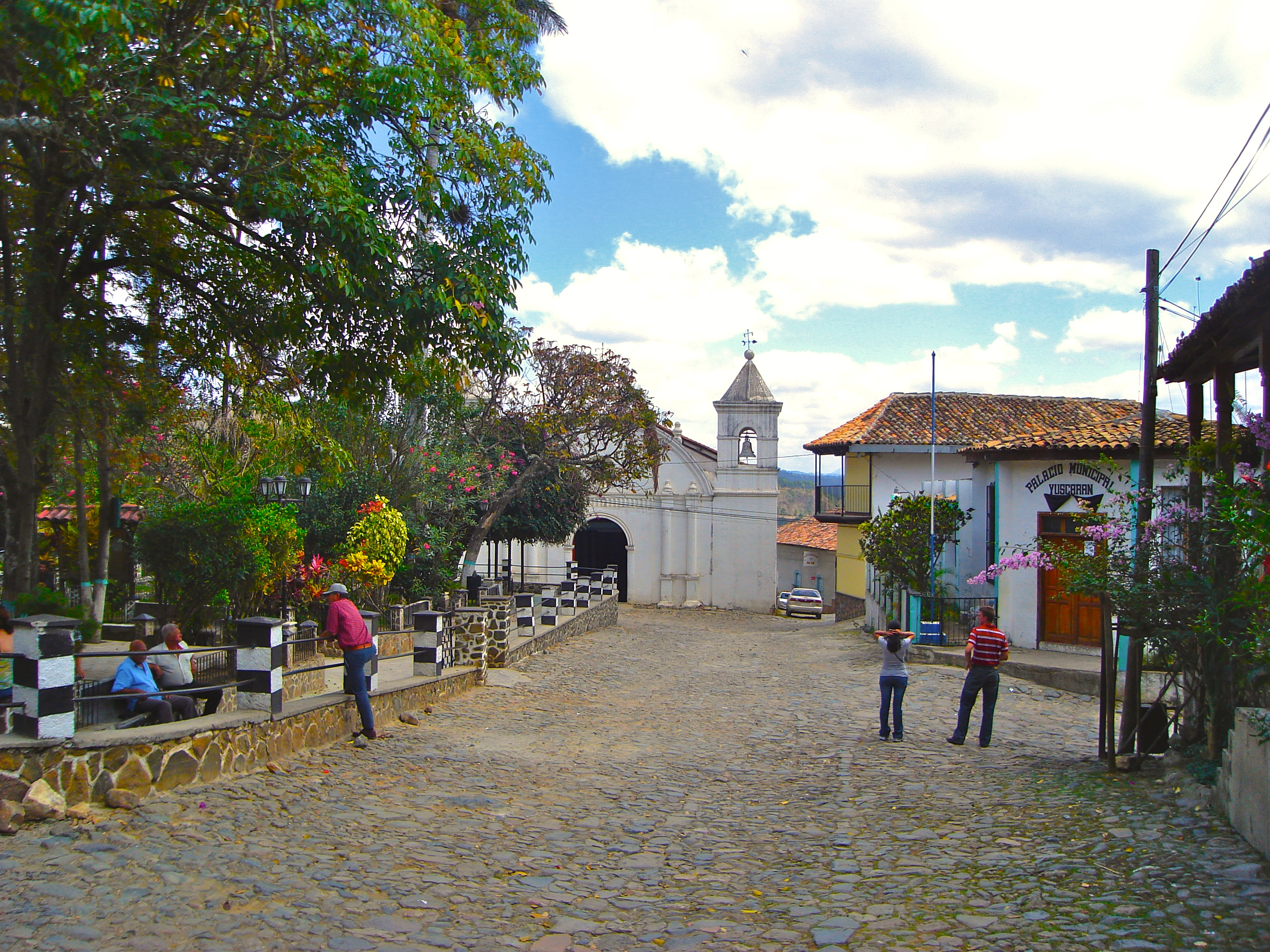
La Place centrale de Yuscarán

La bourgade de Yuscarán est située à 68 kilomètres au sud-est de Tegucigalpa, la capitale du Honduras, et à 60 kilomètres à l'ouest de Danlí, la plus grande ville du Département d'El Paraíso et quatrième ville du pays par sa population. Elle est également située à 77 kilomètres au nord-est de Choluteca, la ville la plus importante du sud du Honduras.
Yuscarán est relativement proche de la frontière du Nicaragua, étant située à environ 25 kilomètres au nord du poste-frontière de Las Manos.